# Savoya uralkodóinak listája
Az alábbi lista Savoya uralkodóit tartalmazza.

## Savoya grófjai (1003–1416)
| Portré | Uralkodó                                                                | Uralkodott            | Megjegyzés                                                                                         |
| ------ | ----------------------------------------------------------------------- | --------------------- | -------------------------------------------------------------------------------------------------- |
|        | I. Fehérkezű Humbert * 980 körül † 1048. július 19. (kb. 60–70 évesen)  | 1003–1048 (45 évig)   | |
|        | I. Amadé * 1016 körül † 1051 (kb. 35 évesen)                            | 1048–1051 (3 évig)    | I. Humbert fia                                                                                     |
|        | Ottó * 1023 körül † 1060. március 19. (kb. 37 évesen)                   | 1051–1060 (9 évig)    | I. Humbert fia                                                                                     |
|        | I. Péter * 1048 † 1078. július 9. (kb. 30 évesen)                       | 1060–1078 (18 évig)   | Ottó fia                                                                                           |
|        | II. Amadé * 1050 körül † 1080. január 26. (kb. 30 évesen)               | 1078–1080 (2 évig)    | Ottó fia                                                                                           |
|        | II. Kövér Humbert * 1065 körül † 1103. október 14. (kb. 38 évesen)      | 1080–1103 (23 évig)   | II. Amadé fia                                                                                      |
|        | III. Amadé * 1087 † 1148. augusztus 30. (kb. 61 évesen)                 | 1103–1148 (45 évig)   | II. Humbert fia                                                                                    |
|        | III. Boldog Humbert * 1136. augusztus 4. † 1189. március 4. (52 évesen) | 1148–1189 (41 évig)   | III. Amadé fia                                                                                     |
|        | I. Tamás * 1177. május 20. † 1233. március 1. (55 évesen)               | 1189–1233 (44 évig)   | III. Humbert fia                                                                                   |
|        | IV. Amadé * 1197 † 1253. június 24. (56 évesen)                         | 1233–1253 (20 évig)   | I. Tamás fia                                                                                       |
|        | Bonifác * 1244. december 1. † 1263. június 7. (18 évesen)               | 1253–1263 (10 évig)   | IV. Amadé fia                                                                                      |
|        | II. Tamás * 1199 † 1259. február 7. (60 évesen)                         | 1253–1259 (6 évig)    | I. Tamás fia, társuralkodó                                                                         |
|        | II. Péter * 1203 † 1268. május 16. (65 évesen)                          | 1263–1268 (5 évig)    | I. Tamás fia                                                                                       |
|        | I. Fülöp * 1207 † 1285. augusztus 15. (78 évesen)                       | 1268–1285 (17 évig)   | I. Tamás fia                                                                                       |
|        | V. Nagy Amadé * 1249. szeptember 4. † 1323. október 16. (74 évesen)     | 1285–1323 (38 évig)   | II. Tamás fia                                                                                      |
|        | Liberális Eduárd * 1284. február 8. † 1329. november 4. (45 évesen)     | 1323–1329 (6 évig)    | V. Amadé fia                                                                                       |
|        | Békés Aymon * 1291. december 15. † 1343. június 22. (51 évesen)         | 1329 – 1343 (14 évig) | V. Amadé fia                                                                                       |
|        | VI. Zöld Amadé * 1334. január 4. † 1383. március 1. (49 évesen)         | 1343–1383 (40 évig)   | Aymon fia                                                                                          |
|        | VII. Vörös Amadé * 1360. február 24. † 1391. november 1. (31 évesen)    | 1383–1391 (8 évig)    | VI. Amadé fia                                                                                      |
|        | VIII. Békés Amadé * 1383. szeptember 4. † 1451. január 6. (67 évesen)   | 1391–1416 (25 évig)   | VII. Amadé fia 1400-tól Piemont hercege 1416-ban Luxemburgi Zsigmond császár hercegi rangra emelte |

## Savoya hercegei (1416–1720)
| Portré | Uralkodó                                                                   | Uralkodott            | Megjegyzés |
| ------ | -------------------------------------------------------------------------- | --------------------- | --- |
|        | VIII. Békés Amadé * 1383. szeptember 4. † 1451. január 6. (67 évesen)      | 1416 – 1440 (24 évig) | 1416 előtt Savoya grófja 1440–1449-ig V. Félix néven ellenpápa                                                                                  |
|        | I. Lajos * 1413. február 21. † 1465. január 29. (51 évesen)                | 1440–1465 (25 évig)   | VIII. Amadé fia |
|        | IX. Boldog Amadé * 1435. február 1. † 1472. március 30. (35 évesen)        | 1465–1472 (7 évig)    | Lajos fia |
|        | I. Vadász Filibert * 1465. augusztus 7. † 1482. szeptember 22. (17 évesen) | 1472–1482 (10 évig)   | IX. Amadé fia |
|        | I. Harcos Károly * 1468. március 29. † 1490. március 13.                   | 1482–1490 (8 évig)    | IX. Amadé fia |
|        | II. Károly János Amadé * 1488. június 23. † 1496. április 16. (7 évesen)   | 1489–1496 (6 évig)    | I. Károly fia |
|        | II. Bresse-i Fülöp * 1443. február 5. † 1497. november 7. (54 évesen)      | 1496–1497 (1 évig)    | Lajos fia |
|        | II. Szép Filibert * 1480. április 10. † 1504. szeptember 10. (24 évesen)   | 1497–1504 (7 évig)    | II. Fülöp fia |
|        | III. Jó Károly * 1486. június 23. † 1553. augusztus 17. (67 évesen)        | 1504–1553 (49 évig)   | II. Fülöp fia |
|        | Emánuel Filibert * 1528. július 8. † 1580. augusztus 30. (52 évesen)       | 1553–1580 (27 évig)   | III. Károly fia |
|        | (IV.) I. Károly Emánuel * 1562. január 12. † 1630. július 26. (68 évesen)  | 1580–1630 (50 évig)   | Emánuel Filibert fia |
|        | I. Viktor Amadé * 1587. május 8. † 1637. október 7. (50 évesen)            | 1630–1637 (7 évig)    | I. Károly Emánuel fia |
|        | Ferenc Jácint * 1632. szeptember 14. † 1638. október 4. (6 évesen)         | 1637–1638 (1 évig)    | I. Viktor Amadé fia |
|        | II. Károly Emánuel * 1634. június 20. † 1675. június 12. (40 évesen)       | 1638–1675 (37 évig)   | I. Viktor Amadé fia |
|        | II. Viktor Amadé * 1666. május 14. † 1732. október 31. (66 évesen)         | 1675–1720 (45 évig)   | II. Károly Emánuel fia 1713–tól az utrechti béke értelmében Szicília királya lett, de 1718-ban a spanyolok elűzték. 1720-tól Szardínia királya. |

## Szárd–piemonti királyok (1720–1861)
| Portré | Uralkodó                                                                  | Uralkodott          | Megjegyzés |
| ------ | ------------------------------------------------------------------------- | ------------------- | --- |
|        | II. Viktor Amadé * 1666. május 14. † 1732. október 31. (66 évesen)        | 1720–1730 (10 évig) | 1720-ban VI. Károly császár Szardínia királyának ismerte el 1730-ban lemondott |
|        | III. Károly Emánuel * 1701. április 27. † 1773. február 20. (71 évesen)   | 1730–1773 (43 évig) | II. Viktor Amadé fia |
|        | III. Viktor Amadé * 1726. június 26. † 1796. október 16. (70 évesen)      | 1773–1796 (23 évig) | III. Károly Emánuel fia |
|        | IV. Károly Emánuel * 1751. május 24. † 1819. október 6. (68 évesen)       | 1796–1802 (6 évig)  | III. Viktor Amadé fia 1802-ben lemondott |
|        | (IV.) I. Viktor Emánuel * 1759. július 24. † 1824. január 10. (64 évesen) | 1802–1821 (19 évig) | III. Viktor Amadé fia 1821-ben lemondott |
|        | (V.) Károly Félix * 1765. április 6. † 1831. április 27. (66 évesen)      | 1821–1831 (10 évig) | III. Viktor Amadé fia |
|        | Károly Albert * 1798. október 2. † 1849. július 28. (50 évesen)           | 1831–1849 (18 évig) | I. Károly Emánuel 7. leszármazottja A Savoya–Carignano-ház tagja 1849-ben lemondott, de még az évben száműzetésben meghalt |
|        | II. Viktor Emánuel * 1820. március 14. † 1878. január 9. (57 évesen)      | 1849–1861 (12 évig) | Károly Albert fia 1858-ban, a plombières-i egyezményben lemondott Savoya hercegének címéről 1860-ban a torinói szerződés értelmében Savoyát Franciaországhoz csatolták 1861-től Szardínia királya az egyesített Olasz Királyság uralkodója lett |

## Az uralkodói cím sorsa 1860-tól
Az 1859-es szárd–francia–osztrák háborút követő torinói szerződésben 1860. március 24-én a Szárd–Piemonti Királyság lemondott a Savoyai Hercegségről és a Nizzai Grófságról a Francia Császárság javára. A szerződés 2. cikkelyében II. Viktor Emánuel szárd–piemonti király a maga nevében, valamint minden utódja és leszármazottja nevében lemondott Savoya hercegének címéről, és az e címhez kötött valamennyi uralkodói jogáról.
Maga II. Viktor Emánuel valóban nem viselte Savoya hercegének címét, Olaszország királyaként sem. Utódai, I. Umbertó, III. Viktor Emánuel és II. Umbertó királyok azonban – valamennyien a Savoyai-ház tagjai – a torinói szerződéssel ellentétesen, de jure „illegálisan” felvették és viselték Savoya hercegének címét. Mivel Savoya ma is a Francia Köztársasághoz tartozik, Savoya hercegének címe (Duca di Savoia) pusztán címzetes, trónkövetelői titulusként értelmezhető. Savoya hercegének címét ma II. Umbertó király legidősebb fia, Savoyai Viktor Emánuel olasz királyi herceg (* 1937) viseli, de 2006-ban Savoyai Amadé, Aosta 5. hercege (Principe Amadeo di Savoia-Aosta) önmagát nyilvánította a Savoyai-ház fejévé és Savoya hercegévé. A családi vitát 2008-ban Viktor Emánuel herceg bíróság elé vitte. 2010-ben a bíróság a felperes Viktor Emánuelnek adott igazat, és Amadé herceget a továbbiakban a teljes (Savoya-Aostai) családnév viselésére kötelezte.

## Fordítás
- Ez a szócikk részben vagy egészben  a   Counts and Dukes of Savoy című angol Wikipédia-szócikk fordításán alapul.  Az eredeti cikk szerkesztőit annak laptörténete sorolja fel. Ez a jelzés csupán a megfogalmazás eredetét és a szerzői jogokat jelzi, nem szolgál a cikkben szereplő információk forrásmegjelöléseként.
- Ez a szócikk részben vagy egészben  a   List of monarchs of Sardinia című angol Wikipédia-szócikk fordításán alapul.  Az eredeti cikk szerkesztőit annak laptörténete sorolja fel. Ez a jelzés csupán a megfogalmazás eredetét és a szerzői jogokat jelzi, nem szolgál a cikkben szereplő információk forrásmegjelöléseként.